# Historia del Palacio Real de Madrid

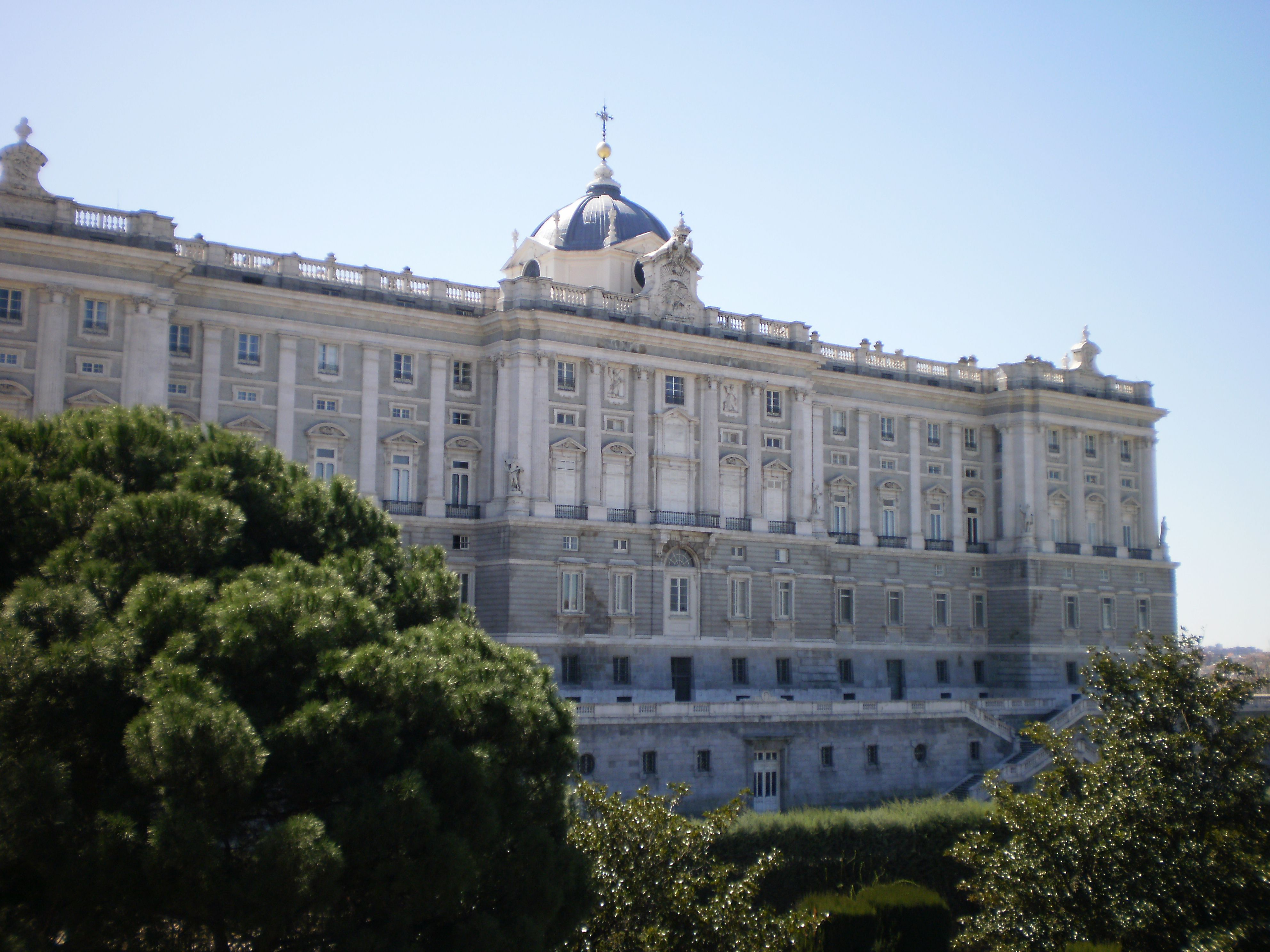
Fachada norte del Palacio Real.

El Palacio Real de Madrid es un palacio ubicado en el extremo occidental de la villa, ocupando los números 2, 4 y 6 correspondientes a la calle de Bailén. Es la residencia oficial del rey de España, siendo Alfonso XIII el último monarca en habitarlo; también vivió después durante un tiempo en el palacio Manuel Azaña como presidente y jefe de Estado de la Segunda República española. Ni Juan Carlos I ni su hijo Felipe VI lo han ocupado como vivienda Familiar, siendo su residencia el Palacio de la Zarzuela. El Palacio Real se utiliza para ceremonias y actos oficiales. Su historia va ligada a parte de la Historia de España, relacionada sobre todo con los acontecimientos ocurridos en Madrid.
El palacio es un edificio exento, rodeado por los jardines de Sabatini (que pertenecen al propio palacio) al norte, la plaza de Armas (del palacio) y la catedral de la Almudena, al sur, plaza de Oriente al este y Campo del Moro al oeste. Popularmente y sobre todo en Madrid se le conoció también como Palacio de Oriente. El palacio tiene su origen histórico en una construcción defensiva del siglo XI tras la fundación de Madrid por los moros en el siglo IX. De fortaleza musulmana pasó a ser alcázar cristiano y alcázar-palacio de los Austrias ya en el siglo XVI. Este último edificio desapareció en un incendio en el año 1734 en el reinado de Felipe V. Ocupando el mismo solar se levantó un nuevo palacio al gusto de los Borbones (la dinastía reinante en España), siendo el autor de las trazas y director de las obras el arquitecto Juan Bautista Sachetti. Comenzó la construcción en abril de 1738 dilatándose las obras durante años; cuando el tercer rey Borbón Carlos III llegó a Madrid todavía faltaban bastantes detalles para la terminación del palacio, además de que habrían de realizarse algunos cambios a gusto del nuevo monarca que no pudo instalarse en él hasta 1764. A raíz de su construcción se le denominó Palacio Nuevo, apelativo que se mantuvo hasta bien entrado el siglo XIX. El complejo palaciego se fue ampliando y modificando según los deseos y necesidades de cada monarca. Este palacio pertenece al Patrimonio Nacional.

## Historia del palacio

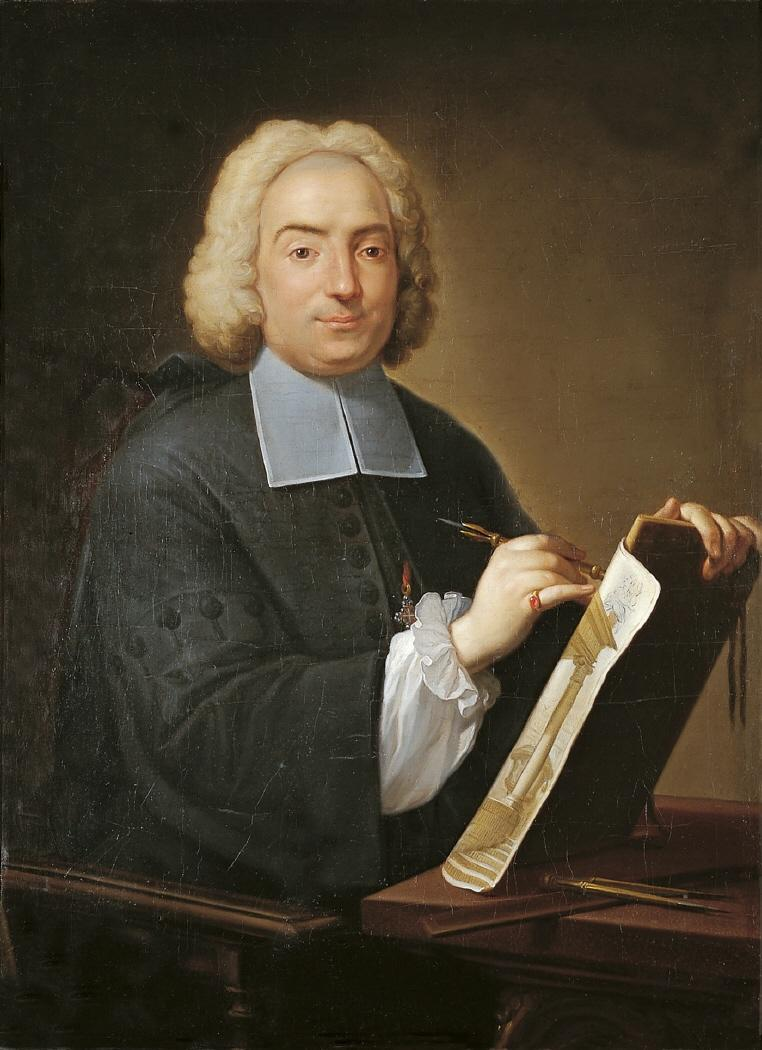
El arquitecto Felipe Juvara.

Fue un antiguo alcázar construido por Mohammed I (emir omeya) que tras la reconquista se lo quedó España como residencia real, el incendio del llamado alcázar de los Austrias (palacio residencia de los reyes) ocurrió el 24 de diciembre de 1734. Por aquellos días el rey Felipe V junto con su familia se hallaba alojado en el palacio del Buen Retiro. Sabido es que a este rey no le agradaba nada el viejo alcázar y que procuraba cuanto le era posible no residir en él; es más, pasó largas temporadas en el palacio de los duques de Medinaceli, especialmente a raíz de quedarse viudo de su primera mujer. El incendio dejó totalmente inservible el antiguo edificio por lo que el monarca se planteó la cuestión de edificar un palacio nuevo, de acuerdo con los tiempos y las modas. Para llevar a cabo la gran obra hizo llamar a un profesional de su confianza, el abate Felipe Juvara —natural de Mesina en Sicilia— que se había hecho famoso por sus trabajos en Roma, Milán y Turín. El arquitecto Juvara ideó un palacio de enormes proporciones que requería un espacio mucho mayor que el del antiguo alcázar, por lo que habría de situarse en los terrenos fuera de la puerta de San Bernardino, al final del entonces barrio de Pozas, en un espacio ilimitado y sin problemas. Este edificio tendría veintitrés patios, treinta y cuatro entradas, grandes estancias para los Consejos, secretaría de Estado, biblioteca, iglesia, teatro, etc. El proyecto presentado a Felipe V y su esposa Isabel de Farnesio fue un gran fracaso. Los reyes lo encontraron de una magnitud exagerada y por tanto cara, pero sobre todo parece ser que querían a toda costa conservar el emplazamiento antiguo.
Juvara murió al poco tiempo y el rey mandó llamar a otro afamado arquitecto, Juan Bautista Sachetti, natural de Turín (Italia), que había sido discípulo de Juvara. Hizo los planos pertinentes acomodándose a la idea de los reyes. La demolición de las ruinas del viejo alcázar comenzó el 7 de enero de 1737. El 7 de abril de 1738 se puso la primera piedra de material de granito, colocada a unos 10 metros de profundidad en el centro de la fachada sur. El arzobispo de Tiro, Álvaro de Mendoza, bendijo el acto. El marqués de Villena, duque de Escalona, actuando en nombre del rey introdujo dentro de la piedra un cofre de plomo que contenía monedas de oro, plata y cobre acuñadas en las fábricas de Madrid, Sevilla, Segovia, México y Perú. Sobre la piedra había esta inscripción:

Aedes Maurorum / Quas Henricus III Composuit /Carolus V amplificavit / et / Philipus III ornavit / Ignis Consumpsit Octavo Kalendas Janvarii / Anno MDCCXXXIV / Tamden / Philipus V spectandas restitutit / Aeternitati / Anno MDCCXXXVIII

Intervinieron también en la nueva construcción los arquitectos españoles Baltasar de Elgueta y Ventura Rodríguez. Carlos III llegó a Madrid el 9 de diciembre de 1759 y a su llegada se alojó en las dependencias del Buen Retiro, donde ya habían residido Felipe V y Fernando VI. Desde los primeros momentos se ocupó del palacio mandando acelerar las obras para hacerlo habitable, aunque tendría que esperar al menos cinco años; el 1 de diciembre de 1764 pudo alojarse al fin, a su regreso de una jornada en El Escorial. La construcción había durado veintiséis años, siete meses y veintitrés días. Aun así, siguieron los trabajos de decoración de interiores que estaban sin concluir.

## Costumbres, usos y anécdotas

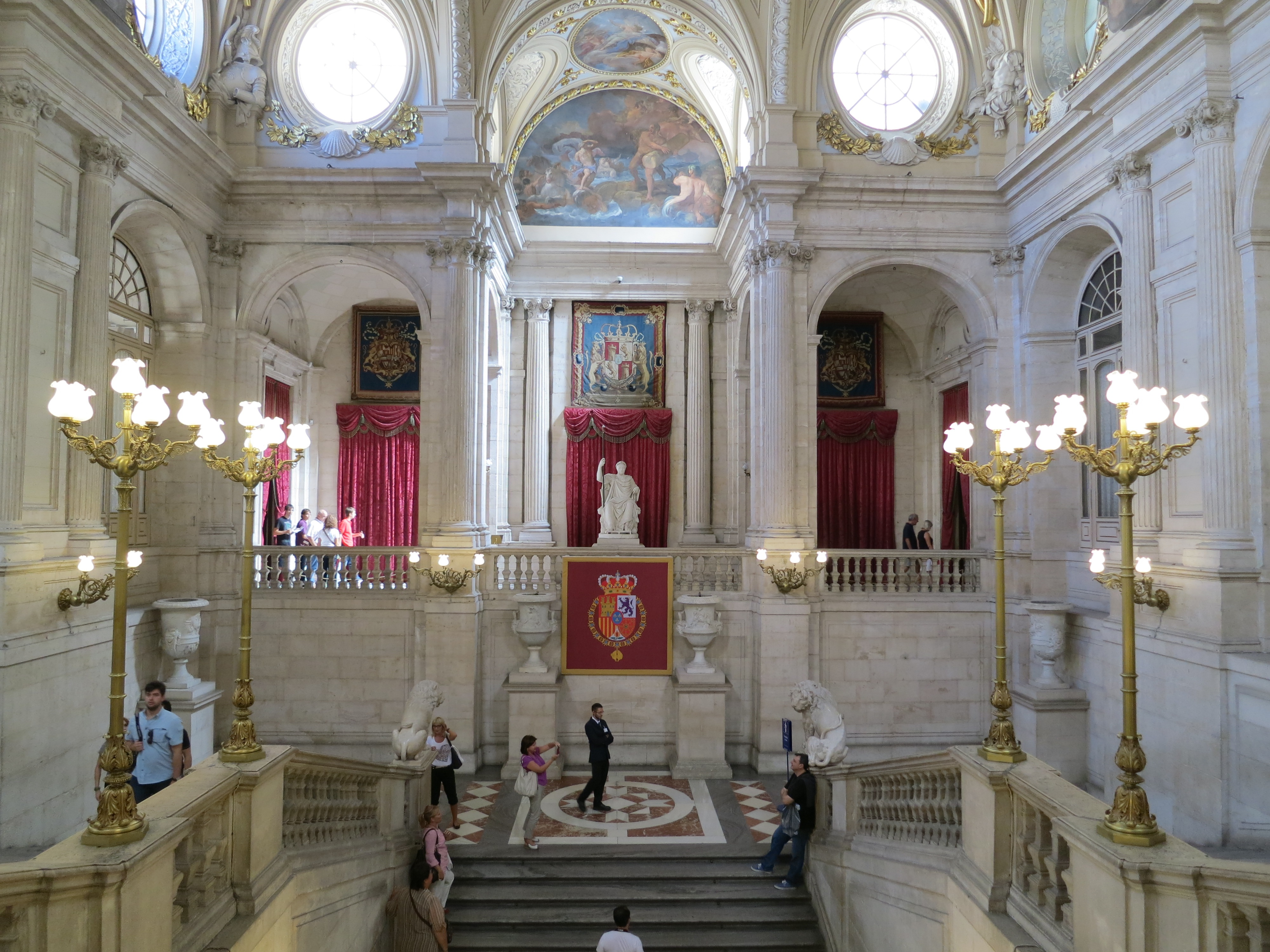
Escalera del palacio.

A través de las tres puertas centrales de la fachada principal se accede a un extenso atrio de planta elíptica. Este atrio o vestíbulo se comunica a su vez con un pórtico muy amplio, lugar donde los reyes montaban en su coche. Antiguamente se permitía la entrada al público en este lugar pues era costumbre de los madrileños ir a ver cómo las personas reales tomaban el coche; incluso en los tiempos de Carlos IV se permitía al público situarse por toda la escalera hasta la sala de guardias para saludar o despedir a los soberanos. En tiempos de la reina gobernadora se cortó esta costumbre prohibiendo la entrada a la gente.
La escalera fue testigo y escenario de algunos sucesos históricos. Al final del primer tramo hay dos leones hechos de mármol por los escultores Felipe de Castro y Roberto Michel. Se cuenta que en uno de ellos apoyó Napoleón su mano derecha mientras comentaba a su hermano José:

Al fin tengo a esta España tan deseada. Hermano mio, vas a vivir en mejor casa que yo. (Je la tiens en fin, cette Espagne si desirée... Mon frère, vous serais mieux logé que moi.)

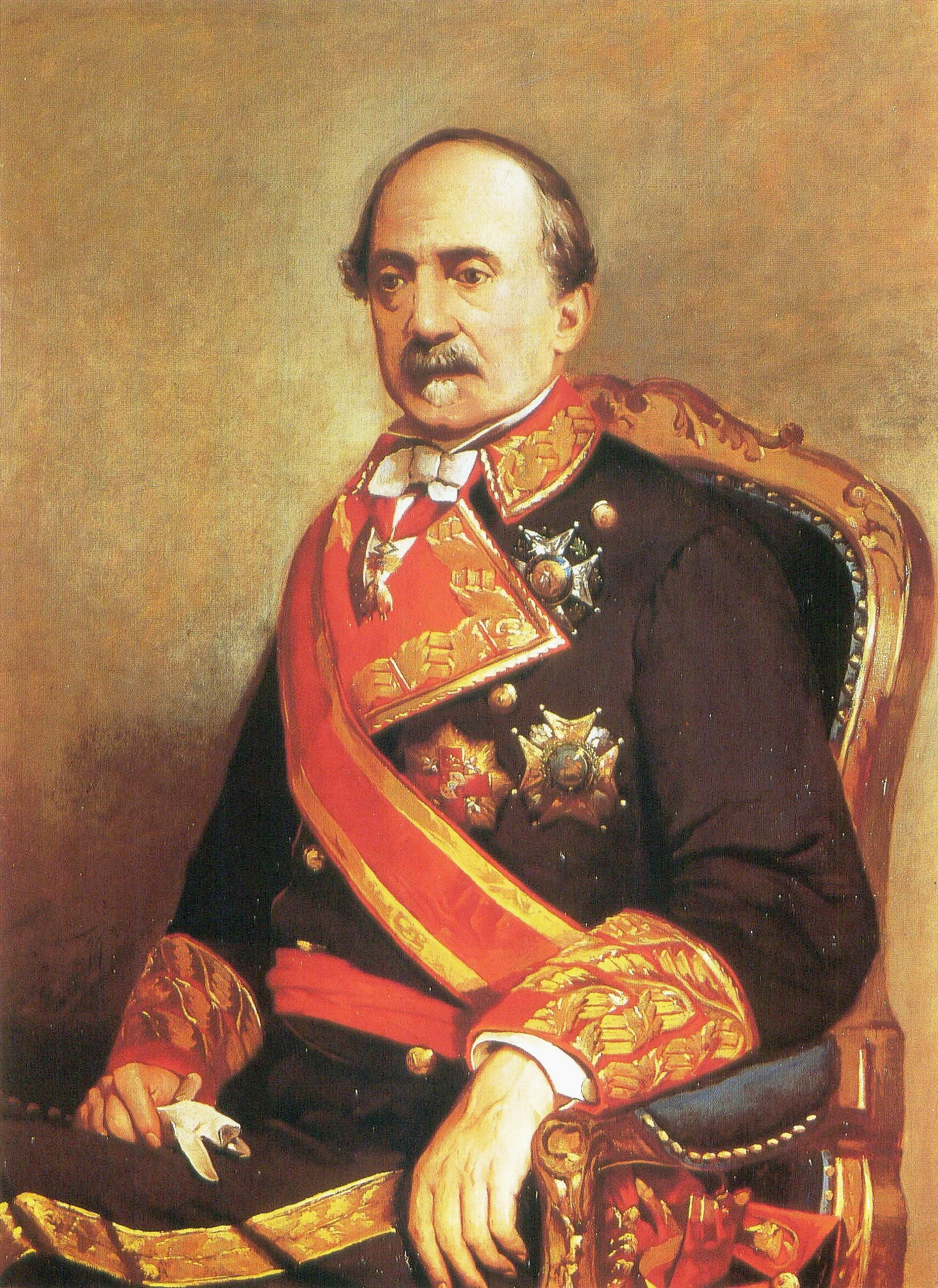
Manuel de la Concha.

A propósito de los acontecimientos provocados por la invasión francesa, ante la puerta de palacio surgieron los primeros gritos de revuelta, preludio del levantamiento de Madrid contra el ejército de Napoleón. Al ver que se llevaban al infante Francisco, la multitud trató de impedirlo desenganchando los caballos del carruaje.
En otra ocasión la escalera fue testigo de un hecho de armas ocurrido en la noche del 7 de octubre de 1841, hora en que se vio atacado el palacio por una conspiración de los enemigos del regente Espartero, con el fin de sacar de palacio a la reina niña Isabel II y a su hermana Luisa Fernanda. El asalto a la escalera lo dirigía el general Concha «vestido de levita y blandiendo espada», según contaron las crónicas. El coronel Domingo Dulce, el teniente coronel Santiago Barrientos con la ayuda de 18 guardias protagonizaron la defensa. La escalera fue en otras ocasiones testigo de partidas sin retorno como la del rey Carlos IV que salió del palacio el 10 de abril de 1808 bajo la presión de Napoleón y murió en Roma en exilio. También José Bonaparte bajó esas escaleras en agosto de 1812 para emprender el viaje de regreso a su patria. Isabel II salió de palacio con destino a un veraneo en el norte de España que se tornó en exilio. Años más tarde pasaría lo mismo con Amadeo de Saboya. Alfonso XII tenía preferencia por el palacio de El Pardo y pasaba en él grandes temporadas, allí murió, así que también hizo una bajada sin retorno.
El gran salón de las Columnas se utilizó para fiestas y bailes y fue escenario de la ceremonia de Jueves Santo que consistía en que el rey lavaba los pies a 12 mendigos y a continuación él mismo les servía la comida. La costumbre del lavatorio cambió en los primeros años del siglo XX y en su lugar se instituyó un donativo de 150 pesetas a cada pobre. La comida que el rey repartía personalmente se sustituyó por una cesta de alimentos. Además protagonizó importantes jornadas; se celebró en él el banquete de bodas de la reina Mercedes y unos meses más tarde, cuando esta reina murió, allí se puso su capilla ardiente. En este mismo lugar se expuso el cadáver de Alfonso XII, así como años más tarde el del general Franco (que fue Jefe del Estado de España).

### José Bonaparte

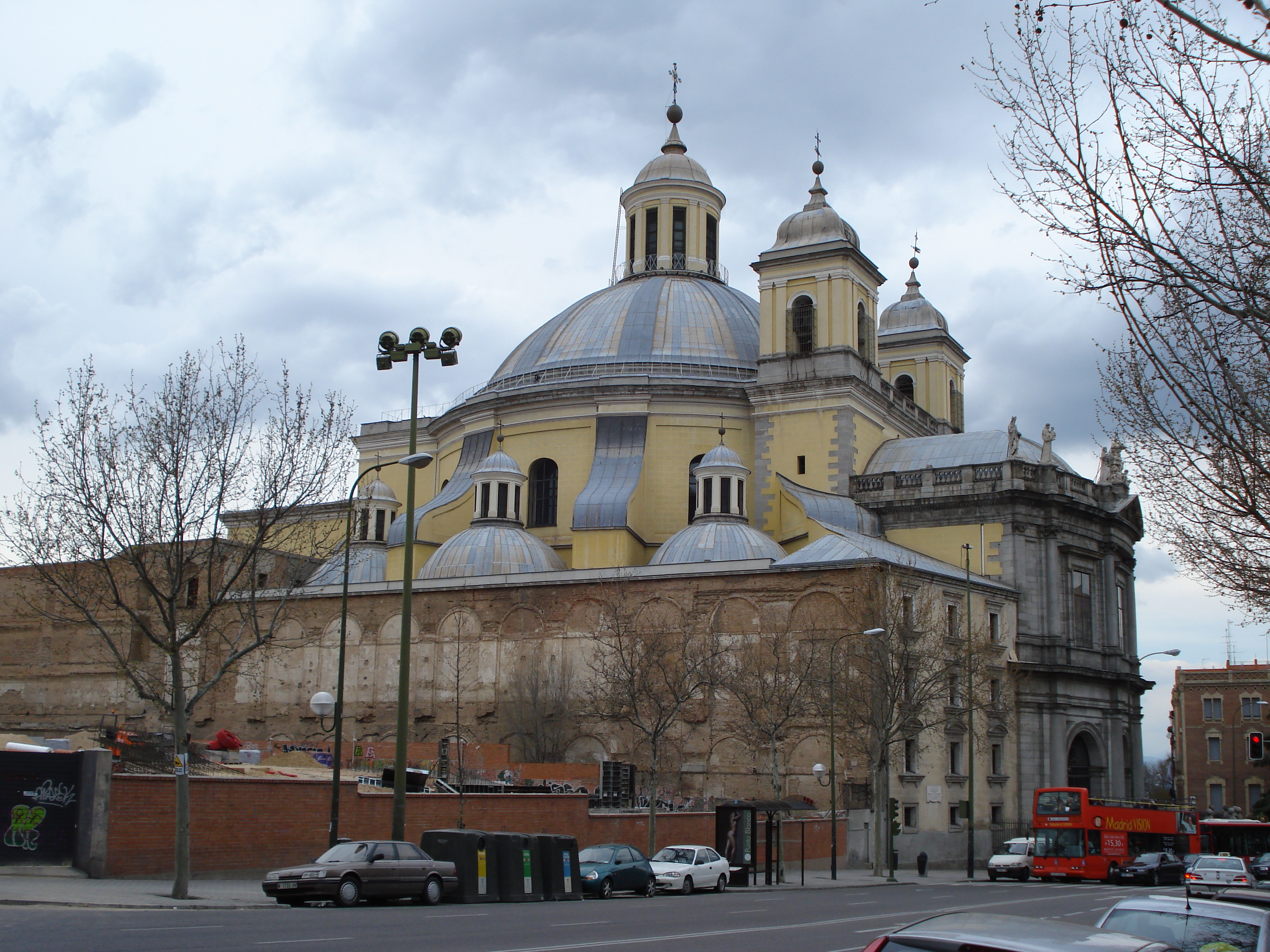
Basílica de San Francisco el Grande.

José Bonaparte vivió aislado en el palacio de Madrid; lo utilizó como refugio y desde sus salones fue dando las órdenes pertinentes para realizar los proyectos de obras de derribo que habrían de conformar el nuevo Madrid, con aperturas de plazas y edificios notables. Hubo un proyecto que afectaba al palacio y que estaba basado en un antiguo plan de obras del arquitecto Saquetti que consistía en hacer un puente desde la Cuesta de la Vega a las Vistillas; después el rey José pensaba convertir el templo de San Francisco en sede de las futuras Cortes. En el propio palacio hizo construir la balaustrada de piedra de la plaza de mediodía, mandó reducir las cuestas de bajada al Campo del Moro y abrió un túnel por debajo del Paseo de la Virgen del Puerto que conducía directamente a palacio.

## Estancias y salones
En el salón de Consejos se celebró el primer consejo presidido por Alfonso XIII (tenía 16 años) y el último de su reinado el 14 de abril de 1931. En el llamado salón de Carlos III tuvo este monarca su dormitorio y en él murió. Los salones que dan a la plaza de Oriente fueron ocupados por la reina María Cristina desde 1906. En primer lugar está la antesala adornada con una importante colección de retratos, relojes, tapices, etc., después la llamada saleta de María Cristina también ricamente decorada y a continuación las estancias privadas de la reina. En el ángulo de la calle de Bailén con la plaza de la Armería hay 18 estancias privadas de los últimos monarcas en las que transcurrió su vida doméstica: la sala de recibir de la reina, la salita del té, la de música, la biblioteca, el dormitorio de los reyes con el tocador y el despacho particular del rey. Hay un salón llamado de la Cámara que trae recuerdos de recepciones de grandes personajes y ya en tiempos de Franco fue el lugar de la presentación de cartas credenciales.

### Biblioteca Real
Se fue organizando la biblioteca en el piso principal en el ala del ángulo este. La creó el rey Felipe V en 1714 con volúmenes de su propiedad, aunque no los donó todos pues otra parte la reservó para la nueva Biblioteca Nacional. Después de esta donación creció el número de ejemplares con las nuevas aportaciones de las bibliotecas del deán de Teruel, los condes de Mansilla, de Malpica y de Gondomar, del oidor de la Audiencia de Sevilla Francisco Bruna, y de muchos manuscritos de Colegios Mayores. Los libros se colocaron en estanterías de caoba cerradas con cristales de La Granja y colocadas a lo largo de dos pasillos y en las paredes de diez salones. En 1832 se trasladó la biblioteca a la planta baja en el ángulo noroeste. En 24 salas se guardan 300 000 obras impresas y 4000 manuscritos; 3000 obras musicales y 2000 grabados y dibujos.

## Reformas y restauraciones

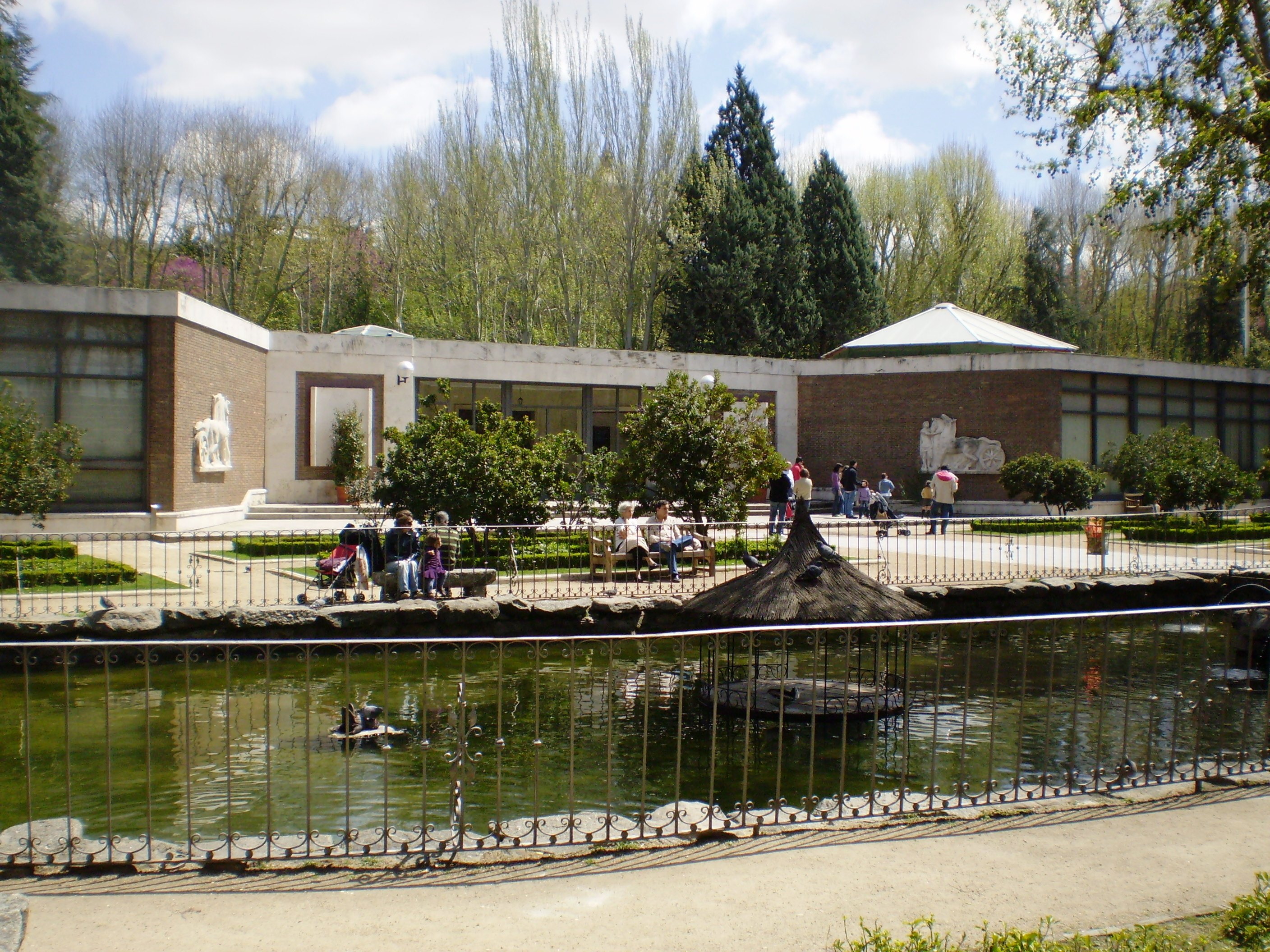
Vista del edificio que sirve de sede al museo de Carrozas en el Campo del Moro.

Durante la regencia de María Cristina de Habsburgo se reformaron y decoraron algunas estancias como el salón de Armas que se engalanó con tapices procedentes de la Real Casa, la Sala de fumar que se enteló con tejidos japoneses, o el comedor de gala que también se adornó con tapices y detalles de mármol y ricas maderas. Hubo un cambio de domicilio del Ministerio de Estado que tenía su sede en la planta baja del palacio y que se mudó al edificio de la vieja cárcel de Corte. Tras la boda de Alfonso XIII se hicieron otras reformas en los cuartos de los entresuelos, utilizando las estancias para los infantes, con decoración al gusto inglés de la época. Los arcos que cierran la plaza de la Armería por la parte de la calle de Bailén son una reforma de tiempos de Isabel II.
En el siglo XX se creó el museo de Carrozas instalado en lo que fue la antigua Estufa (invernadero) del Campo del Moro, que se llamó también Pabellón de Camelias. Tras la guerra civil española el edificio del palacio había quedado maltrecho y se procedió a su restauración entre 1942 y 1944, a cargo del arquitecto Diego Méndez González. A final de los años 60 del siglo XX hubo otra restauración dirigida por el arquitecto Ramón Andrada Pfeiffer; se redujo el número de chimeneas que se habían ido añadiendo dejando sólo las originales y se procedió a una intensa limpieza de las fachadas. En 1971 se restituyeron trece estatuas del piso principal, cuatro del ático de la fachada sur, ocho en la balaustrada de la fachada este (plaza de Oriente).

## Historia de las estatuas
La idea de los arquitectos Juvara y Sachetti había sido desde el principio rematar las cornisas del palacio con estatuas de gran tamaño y jarrones, a la moda italiana, como puede verse en el palacio Madama de Turín –con fachada de Juvara– y en otros muchos palacios y edificios religiosos.

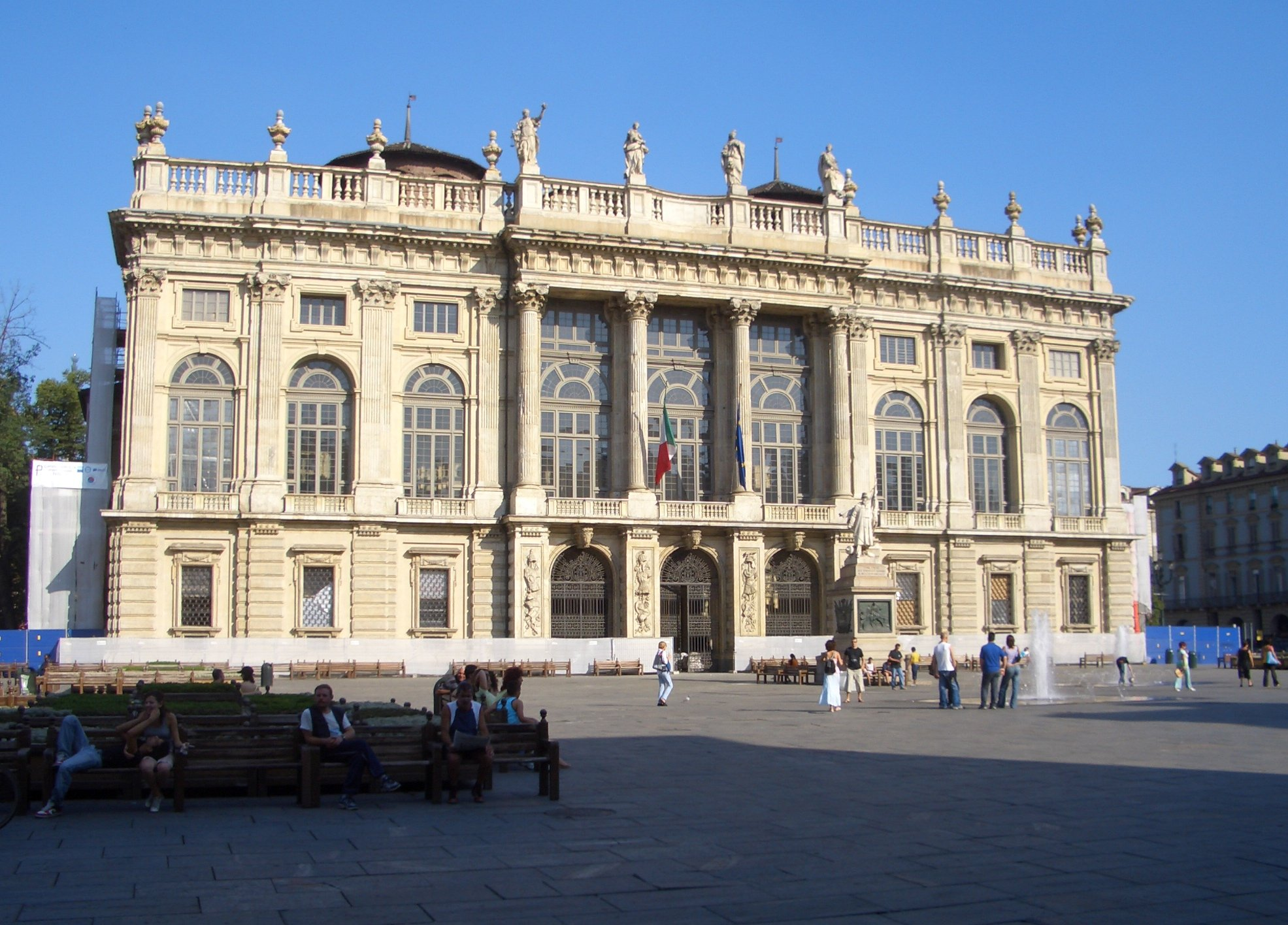
Palacio Madama de Turín, fachada de Juvara.
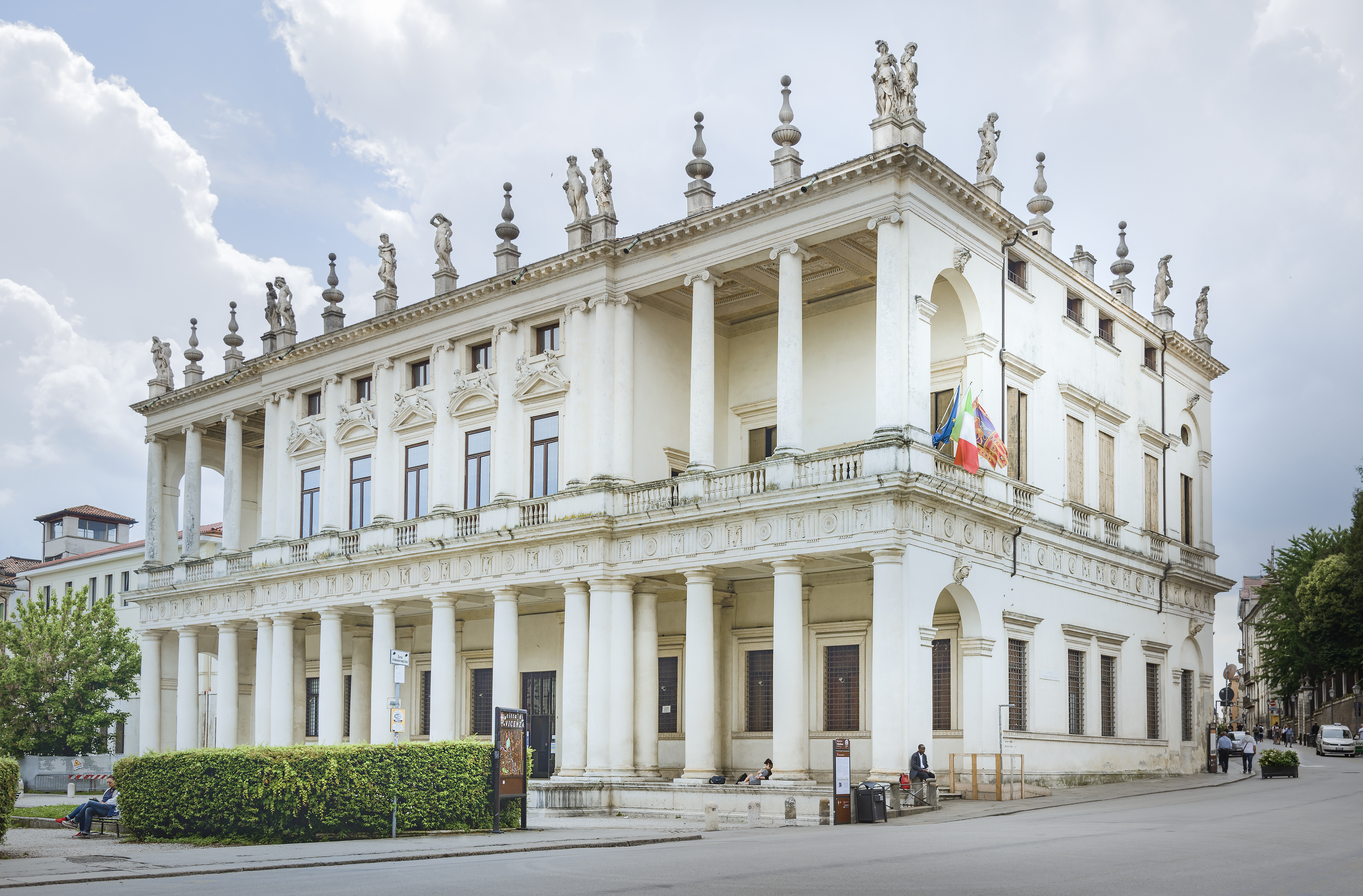
Palacio Chiericati en Vicenza; fachada de Andrea Palladio.

El rey Fernando VI pidió consejo para la decoración final de las fachadas a fray Martín Sarmiento que estudió los proyectos de los dos primeros arquitectos y propuso el remate con las estatuas iconográficas de los reyes de España, a modo de lección de historia de la monarquía española. Propuso comenzar por Ataulfo a quien se consideraba primer rey godo y terminar con Fernando VI, dejando espacio para reyes venideros. El rey aceptó la idea y fray Martín trabajó sobre la elaboración de un plan general según el cual en la fachada sur de la plaza de la Armería irían 94 estatuas sobre la balaustrada del edificio, 4 en la puerta principal y una serie de 36 adornos complementarios como dioses mitológicos, escudos, jarrones y demás. El plan continuaba con la colocación de otras 14 estatuas para las esquinas en el nivel del piso principal. En este caso fue un recuerdo a los reyes americanos Moctezuma y Atahualpa, a dos condes de Castilla, dos reyes suevos, dos navarros, dos aragoneses, dos portugueses más dos santos patronos de España, Santiago y San Millán de la Cogolla.
Según se tallaban y terminaban las estatuas, se iban colocando en su emplazamiento previsto. En 1754 ya estaban todas situadas. Sin embargo, con la llegada de Carlos III las estatuas cambiaron totalmente de lugar. Por orden real se bajaron todas y se guardaron en las bóvedas del palacio. Esta operación se terminó el 18 de abril de 1760. Sólo quedaron en su sitio los cuatro emperadores romanos. Permanecieron guardadas en las bóvedas de palacio bajo la terraza norte hasta el año 1787 en que se empezaron a dispersar a otras ciudades españolas. Así quedó el palacio hasta la restauración de 1970 en que se colocaron de nuevo en sus lugares primitivos algunas de estas efigies. Son las que pueden verse en el piso principal y en el ático de la fachada sur sobre la puerta principal.

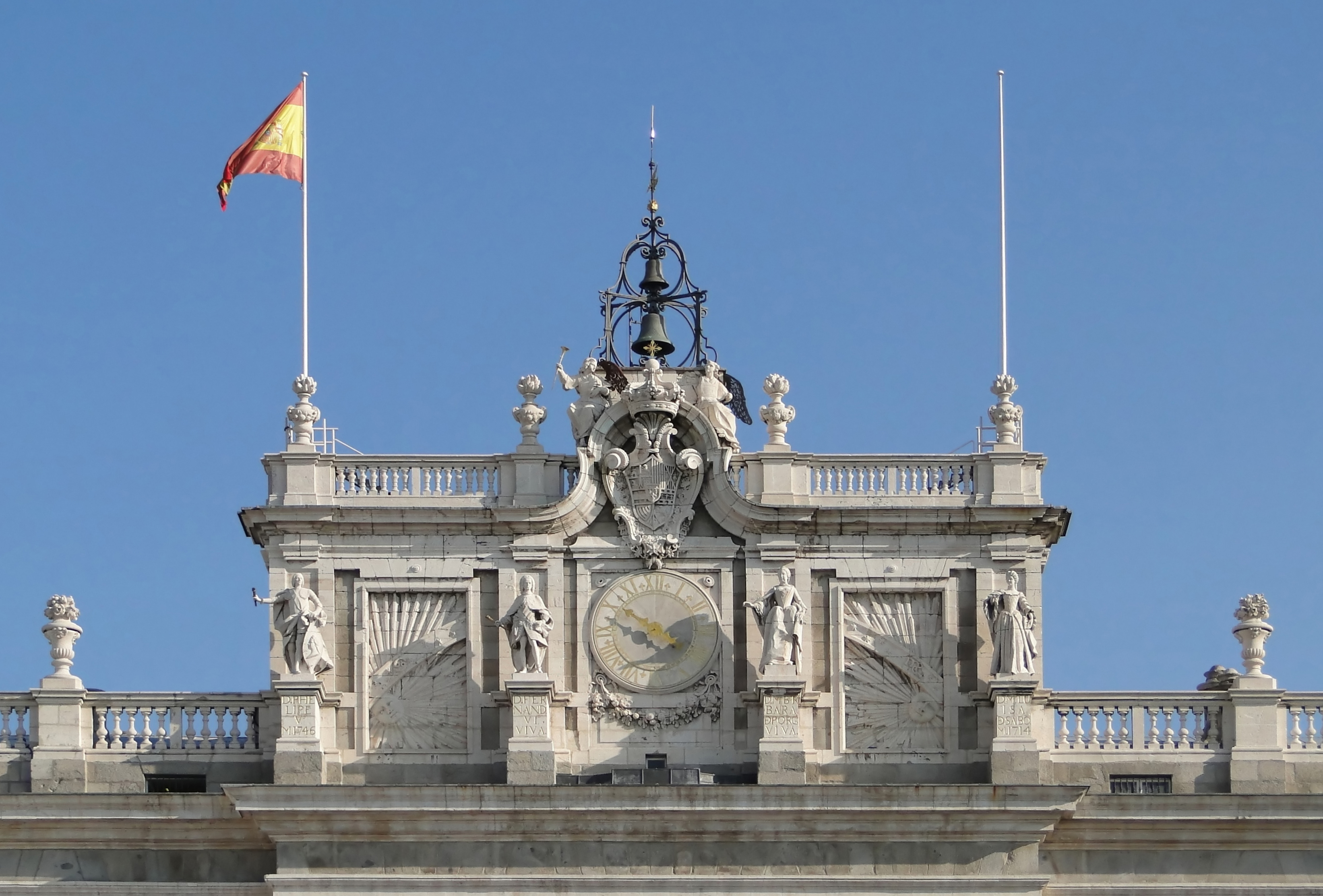
Fachada sur, ático.
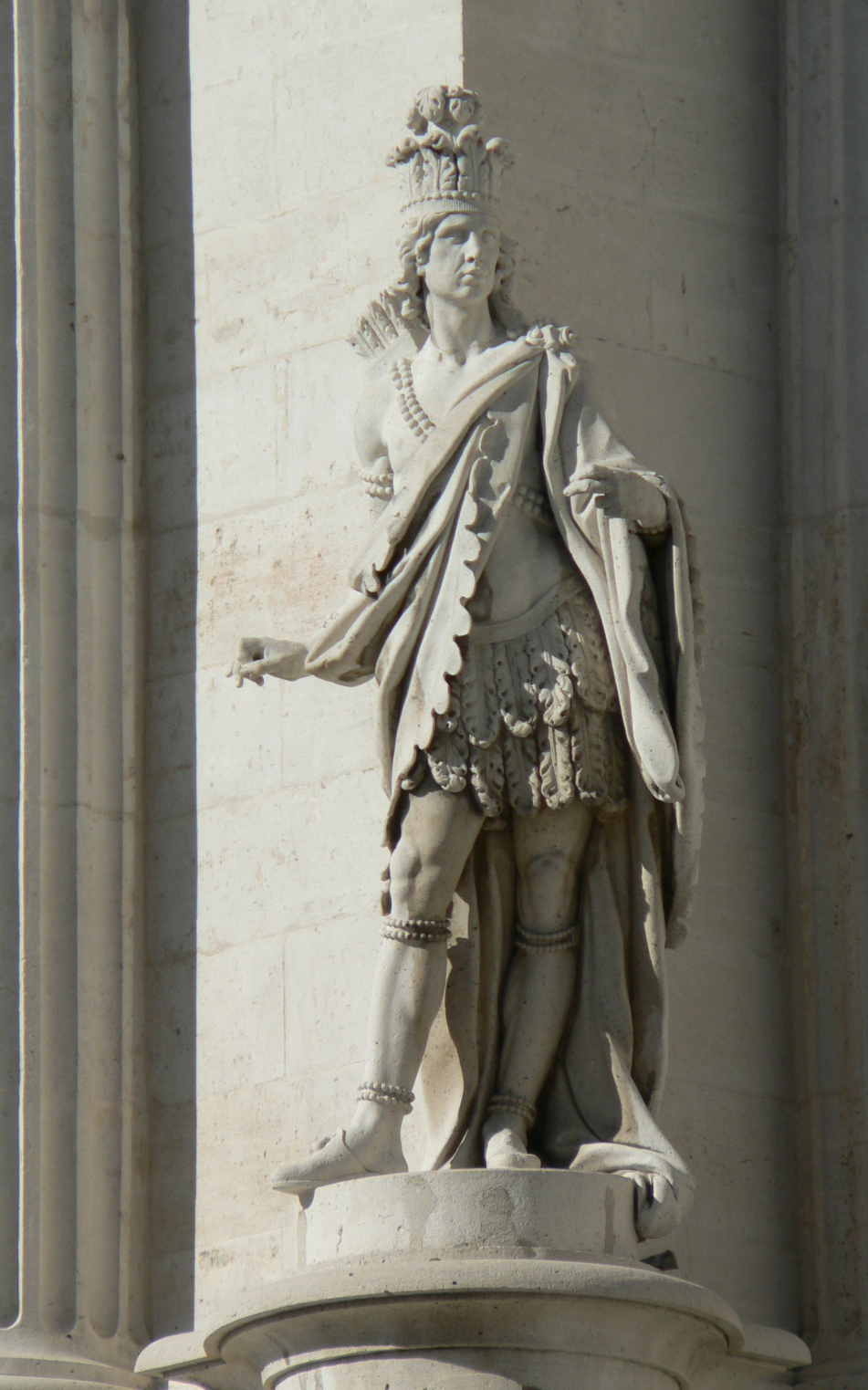
Moctezuma.
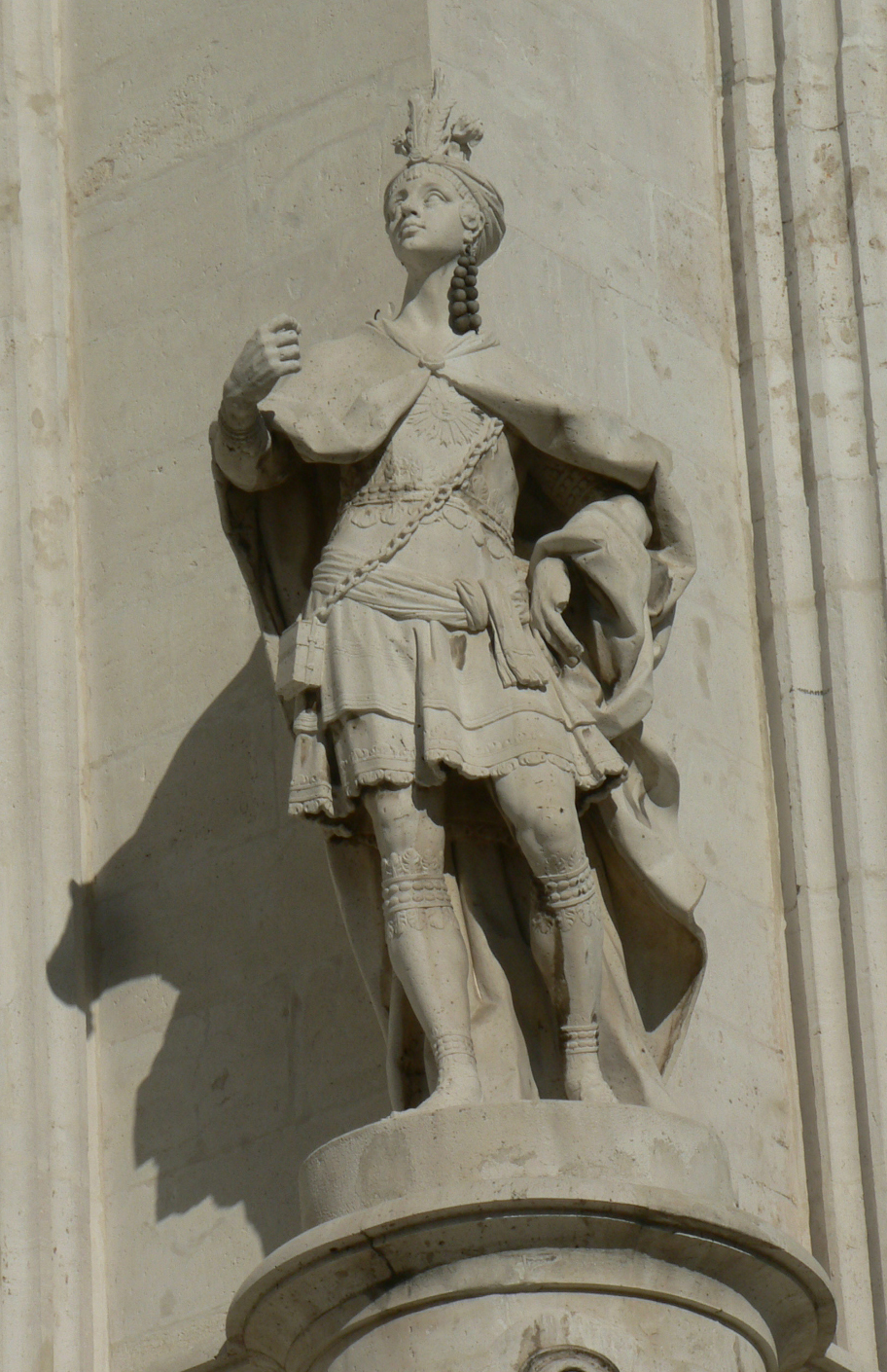
Atahualpa.

## El Palacio Real en la literatura

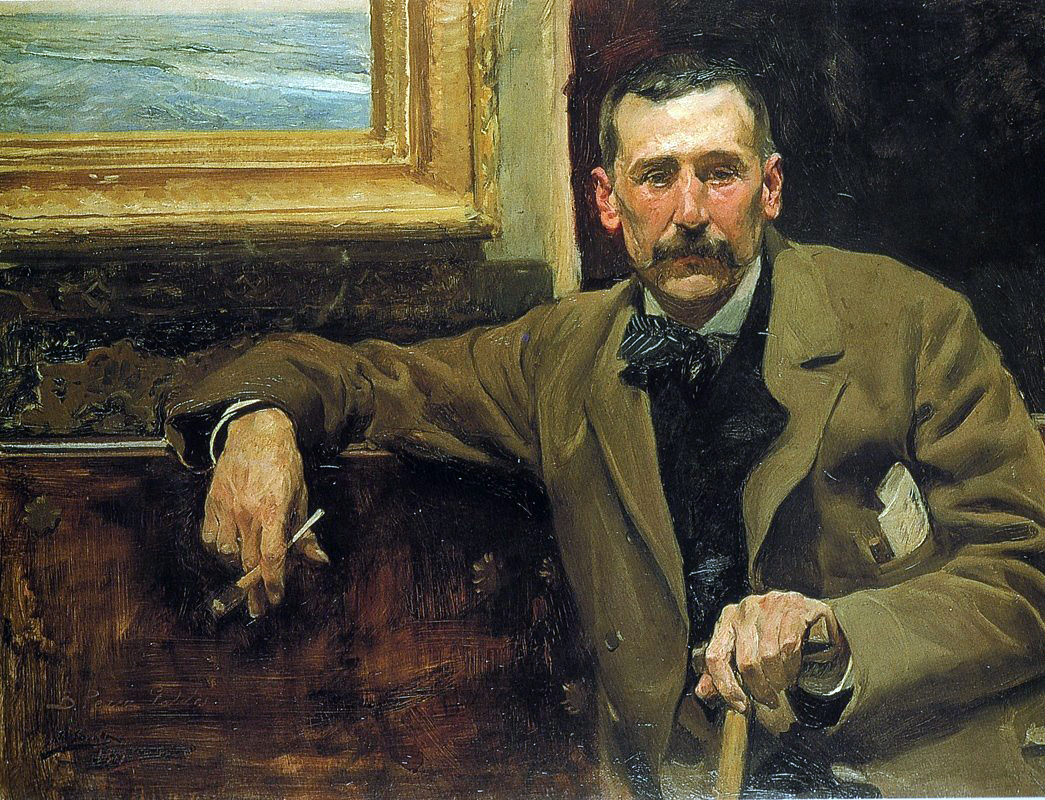
Benito Pérez Galdós, por Joaquín Sorolla.

Pérez Galdós escribió su novela La de Bringas cuya acción transcurre en la parte alta del palacio. La familia de un funcionario de palacio que vive allí con su esposa durante el reinado de Isabel II hasta la caída de la monarquía en 1868.
Joaquín Calvo Sotelo escribió Plaza de Oriente donde se narra la historia de una familia madrileña que vive en la plaza desde 1886, año en que nace Alfonso XIII, hasta la proclamación de la II República.